# Accordo di al-Hudaybiyya
L'accordo di al-Ḥudaybiyya (in arabo صلح الحديبية‎?, Ṣulḥ al-Ḥudaybiyya) fu un trattato stipulato nel Dhū l-Qaʿda dell'anno 6 dell'Egira (marzo 628) fra i musulmani, guidati da Maometto e la tribù meccana dei Quraysh.

Dopo la battaglia del Fossato, con la quale i medinesi e gli Emigranti avevano ottenuto una rilevante vittoria sui Meccani, Maometto decise di coronare, con un gesto esemplare, l'impresa. Pensò quindi di compiere una ʿumra (pellegrinaggio non obbligatorio, o “minore” dell'Islam) alla Kaʿba, come segno di riappropriazione del territorio che, pochi anni prima, era stato indotto ad abbandonare per l'ostilità dei suoi abitanti Quraysh. 
Sembra che avesse ideato questo progetto in seguito a un sogno, nel quale gli era sembrato di assistere alle cerimonie della Mecca e di ottenere le chiavi della città. Fu così che nel marzo 628 Maometto si mosse verso la Mecca alla testa di milleseicento armati, portando con sé circa una settantina di animali per i rituali sacrifici.
Inizialmente gli abitanti della Mecca interpretarono l'avanzata dei musulmani come un tentativo d'attacco della città. Donne e bambini furono fatti evacuare, mentre gli uomini si prepararono per la battaglia. Maometto, da parte sua, non era convinto di un risultato positivo nel caso di uno scontro armato: forse per la mancanza di fiducia, a causa dell'incerto comportamento dei beduini suoi alleati o forse per problemi d'approvvigionamento idrico. 
Il Profeta Maometto ed i suoi fedeli si fermarono così ad al-Ḥudaybiyya, località che dista circa 15 km dalla Mecca, presso la quale si trovava un albero sacro. Da quel momento iniziò una serie di lunghe trattative tra le due parti. Da un lato i Quraysh non volevano concedere ai musulmani la possibilità di varcare il confine della città per paura di un attacco di quei pellegrini armati. Dall'altro i seguaci del Profeta si dicevano desiderosi di assolvere il sacro dovere del pellegrinaggio. 
Maometto scelse di inviare alla Mecca come mediatore ʿUthmān, gradito ai Meccani per la sua appartenenza al clan dei Banū ʿAbd Shams. Nel frattempo il Profeta, per prevenire ogni possibile malumore, chiese ai suoi Compagni che gli confermassero la loro totale fedeltà. Ciò avvenne con un giuramento ricordato nel Corano (sūra XVIII:18) come bayʿat al-riḍwān ("giuramento d'accettazione") detto anche, per il posto dove avvenne, bayʿat taḥt al-shajara ("giuramento sotto l'albero").

Alcuni giorni dopo giunsero gli ambasciatori dalla Mecca, guidati da Suhayl b. ʿAmr, e fu così che si firmò un accordo, detto appunto "trattato di al-Ḥudaybiyya", che fu discusso clausola per clausola. 
Maometto dovette rinunciare ad usare la formula “nel nome di Allah Clemente e Misericordioso” perché non riconosciuta dai pagani della Mecca. Un'altra condizione posta da questi ultimi fu l'obbligo dei Compagni del Profeta di restituire ai tutori coreisciti quei ragazzi che avevano raggiunto senza il loro permesso i musulmani. Questi compromessi destarono sconcerto fra i Medinesi e gli Emigrati e in particolar modo in ʿUmar ibn al-Khaṭṭāb che obbedì malvolentieri e in seguito dichiarò con grande sincerità di essere stato a un passo dall'abiura.
D'altra parte i musulmani pretesero di poter compiere l'anno successivo il pellegrinaggio alla Kaʿba. I Quraysh pattuirono infine con i musulmani una tregua militare della durata di dieci anni.
L'accordo di al-Ḥudaybiyya rappresentò un'importante e significativa vittoria strategica, anche se il Profeta islamico dovette affrontare il malumore di quei seguaci (come ʿUmar) che avrebbero preferito una soluzione di forza. La lungimiranza di Maometto sarebbe stata premiata l'anno successivo in occasione del pellegrinaggio alla Kaʿba, chiamato Umrat al-qaḍa.

La tregua pattuita consentì ai musulmani di rafforzarsi politicamente, in quanto l'accordo aveva dimostrato agli abitanti della penisola araba la forza della Umma, cosicché furono numerosi coloro che da quel momento decisero di abbracciare la nuova fede.